# Texcoco
Se procura o lago com o mesmo nome veja Lago de Texcoco
Texcoco foi uma cidade-estado aliada aos astecas. Hoje é uma cidade no Estado de México, no México.
Em 2005, o município possuía um total de 209.308 habitantes.